# Mary Renault
Mary Renault (eigentlich Eileen Mary Challans; * 4. September 1905 in London; † 13. Dezember 1983 in Kapstadt, Südafrika) war eine britische Schriftstellerin.

## Leben
Eileen Mary Challans war die ältere Tochter des Arztes Frank Challans und seiner Frau (Mary) Clementine Newsome. Sie studierte in Oxford und schrieb neben historischen Romanen auch geschichtliche Sachbücher, wie z. B. eine Biografie über Alexander den Großen.
Mary Renault war lesbisch. Im Jahre 1948 wanderte sie nach Südafrika aus, wo sie sich neben ihrer schriftstellerischen Arbeit stark in der Bekämpfung der Apartheid engagierte und in der südafrikanischen Sektion von PEN International mitarbeitete.

## Werke (Auswahl)
- Kind Are Her Answers. 1940
  - Abenteuerliche Christie. Fretz & Wasmuth, Zürich 1966
- The Friendly Young Ladies. Longmans, Green and Co. Ltd, London 1944
  - Freundliche junge Damen. Rowohlt Verlag, Reinbek bei Hamburg 2023 (rororo Entdeckungen Bd. 2)
- Return to Night. 1947
  - Die Nacht ist unser. Scherz Verlag, Bern 1947
- The Charioteer, London: Virago, 2013, ISBN 978-1-84408-950-5, (Originally published: London: Longmans, Green, 1953)
- The Last of the Wine. 1956
  - Alexias und Lysis. Fretz & Wasmuth, Zürich/Stuttgart 1961
  - Der Läufer und sein Held. Marion von Schröder, Düsseldorf 1985, ISBN 3-547-77727-5
- The King Must Die. 1958, Roman über Theseus
  - Der König muß sterben. Fretz & Wasmuth, Zürich 1959
- The Bull from the Sea. 1962, Fortsetzung von 'King Must Die'
  - Der Bulle aus dem Meer. Fretz & Wasmuth, Zürich/Stuttgart 1963
  - Der Stier aus dem Meer. Marion von Schröder, Düsseldorf 1983, ISBN 3-547-77726-7
- The Lion in the Gateway. 1964, Roman über Leonidas I.
  - Der Löwe aus Sparta. Claudius Verlag, München 1966
  - Leonidas und seine Dreihundert. Goldmann, München 1972, ISBN 3-442-20049-0
- The Mask of Apollo. 1966
  - Die Maske des Apoll. Rowohlt Verlag, Reinbek bei Hamburg 1978, ISBN 3-499-14247-3
- Fire from Heaven. 1969, erster Teil der Alexander Romantrilogie
  - Feuer vom Olymp. Wegner Verlag, Hamburg 1970, ISBN 3-8032-0128-4
- The Persian Boy. 1972, zweiter Teil der Alexander Trilogie
  - Ein Weltreich zu erobern. Zsolnay, Wien/Hamburg 1974, ISBN 3-552-02629-0
- The Nature of Alexander. 1975, Biografie über Alexander
  - Alexander. Brockhaus, Wiesbaden 1978, ISBN 3-7653-0292-9
  - Alexander der Große. Bastei Lübbe, Bergisch Gladbach 1980
- Funeral Games. 1981, dritter Teil der Alexander Trilogie
  - Tödlicher Tanz. Marion von Schröder, Düsseldorf 1986, ISBN 3-547-77728-3